# Liga a III-a 2021-2022
Liga a III-a 2021-2022 a fost sezonul cu numărul 66 al Ligii a III-a, a treia divizie a fotbalului din România. Sezonul a început pe 27 august 2021 și s-a încheiat pe 8 iunie 2022.
Acest sezon a fost al doilea consecutiv cu un format care include 100 de echipe (10x10). Formatul a fost schimbat înainte de sezonul anterior, din cauza problemelor financiare generate de pandemia de COVID-19. Diferența în acest sezon este că a fost introdus un play-off și un play-out între sezonul regular și barajele de promovare/menținere.

## Schimbări la echipe
| Promovate din Liga a IV-a - Dinamo Bacău (debut) - Fetești (după 7 ani de absență) - Real Bradu (debut) - Voința Lupac (debut) - Viitorul Șimian (după 15 ani de absență) - Pobeda Stár Bišnov (debut) - Frontiera Curtici (după 16 ani de absență) - Aurul Brad (după 16 ani de absență) Retrogradate din Liga a II-a - Comuna Recea (după 1 an de absență) - CSM Reșița (după 2 ani de absență) - Slatina (după 1 an de absență) - Pandurii Târgu Jiu (după 21 de ani de absență) - Aerostar Bacău (după 1 an de absență) | Retrogradate în Liga a IV-a - Bradu Borca (după 1 an de participare) - Balotești (după 2 ani de participare) - Industria Galda (după 7 ani de participare) - Fortuna Becicherecu Mic (după 2 ani de participare) - Mostiștea Ulmu (după 2 ani de participare) - Concordia II Chiajna (după 1 an de participare) - Astra II (după 7 ani de participare) - Măgura Cisnădie (după 1 an de participare) - Gaz Metan II Mediaș (după 1 an de participare) Promovate în Liga a II-a - Dacia Unirea Brăila (după 2 ani de participare) - Steaua București (după 1 an de participare) - Corona Brașov (după 1 an de participare) - Viitorul Șelimbăr (după 2 ani de participare) - Unirea Dej (după 14 ani de participare) |

### Echipe redenumite
CSO Cugir s-a redenumit ca Metalurgistul Cugir.
CSC Sânmartin s-a redenumit ca Lotus Băile Felix.
1. FC Gloria s-a redenumit ca Gloria Bistrița-Năsăud.

### Echipe excluse
Astra II, Gaz Metan II Mediaș, Concordia II Chiajna, Mostiștea Ulmu, Măgura Cisnădie, Comuna Recea și Avântul Valea Mărului s-au retras din campionat în pauza de vară.

### Echipe salvate de retrogradare
Făurei, Universitatea II Craiova, Hermannstadt II și Minerul Costești au fost salvate de retrogradare pe locurile libere lăsate de echipele excluse.

### Echipe înscrise
Argeș II Pitești și CFR II Cluj s-au înscris în Liga a III-a ca echipele secunde ale cluburilor de Liga I, Argeș Pitești și CFR Cluj, tot pe locurile vacante lăsate de echipele excluse.

## Sezonul regular

### Seria 1
| Loc | Echipă             | Pct. | MJ | V  | E | Î  | GM | GP | DG  | Calificare             |
| --- | ------------------ | ---- | -- | -- | - | -- | -- | -- | --- | ---------------------- |
| 1.  | Dante Botoşani     | 40   | 18 | 12 | 4 | 2  | 25 | 10 | +15 | Calificare în Play-off |
| 2.  | Foresta Suceava    | 35   | 18 | 11 | 2 | 5  | 28 | 19 | +9  | Calificare în Play-off |
| 3.  | Hușana Huși⁠(d)     | 28   | 18 | 8  | 4 | 6  | 21 | 18 | +3  | Calificare în Play-off |
| 4.  | Bucovina Rădăuți   | 28   | 18 | 8  | 4 | 6  | 23 | 26 | −3  | Calificare în Play-off |
| 5.  | Ceahlăul           | 27   | 18 | 7  | 6 | 5  | 21 | 12 | +9  | Calificare în Play-out |
| 6.  | Sporting Vaslui⁠(d) | 24   | 18 | 6  | 6 | 6  | 22 | 16 | +6  | Calificare în Play-out |
| 7.  | Șomuz Fălticeni    | 24   | 18 | 6  | 6 | 6  | 16 | 20 | −4  | Calificare în Play-out |
| 8.  | Miroslava          | 20   | 18 | 5  | 5 | 8  | 18 | 21 | −3  | Calificare în Play-out |
| 9.  | CSM Bacău          | 17   | 18 | 4  | 5 | 9  | 17 | 28 | −11 | Calificare în Play-out |
| 10. | Pașcani            | 4    | 18 | 0  | 4 | 14 | 17 | 38 | −21 | Calificare în Play-out |

### Seria 2
| Loc | Echipă              | Pct. | MJ | V  | E | Î  | GM | GP | DG  | Calificare             |
| --- | ------------------- | ---- | -- | -- | - | -- | -- | -- | --- | ---------------------- |
| 1.  | Oțelul Galați       | 46   | 18 | 15 | 1 | 2  | 54 | 10 | +44 | Calificare în Play-off |
| 2.  | Focșani             | 44   | 18 | 14 | 2 | 2  | 42 | 13 | +29 | Calificare în Play-off |
| 3.  | Metalul Buzău       | 33   | 18 | 10 | 3 | 5  | 43 | 19 | +24 | Calificare în Play-off |
| 4.  | Aerostar            | 31   | 18 | 9  | 4 | 5  | 32 | 19 | +13 | Calificare în Play-off |
| 5.  | Sporting Liești     | 28   | 18 | 9  | 1 | 8  | 31 | 25 | +6  | Calificare în Play-out |
| 6.  | Viitorul Ianca      | 28   | 18 | 8  | 4 | 6  | 32 | 34 | −2  | Calificare în Play-out |
| 7.  | Râmnicu Sărat       | 27   | 18 | 8  | 3 | 7  | 40 | 24 | +16 | Calificare în Play-out |
| 8.  | Dinamo Bacău        | 14   | 18 | 4  | 2 | 12 | 20 | 43 | −23 | Calificare în Play-out |
| 9.  | CS Făurei           | 8    | 18 | 2  | 2 | 14 | 23 | 57 | −34 | Calificare în Play-out |
| 10. | Sportul Chiscani⁠(d) | 0    | 18 | 0  | 0 | 18 | 12 | 85 | −73 | Calificare în Play-out |

### Seria 3
| Loc | Echipă                   | Pct. | MJ | V  | E | Î  | GM | GP | DG  | Calificare             |
| --- | ------------------------ | ---- | -- | -- | - | -- | -- | -- | --- | ---------------------- |
| 1.  | Afumați                  | 45   | 18 | 14 | 3 | 1  | 59 | 18 | +41 | Calificare în Play-off |
| 2.  | Popești-Leordeni         | 38   | 18 | 12 | 2 | 4  | 48 | 15 | +33 | Calificare în Play-off |
| 3.  | Farul II Constanța⁠(d)    | 33   | 18 | 10 | 3 | 5  | 47 | 17 | +30 | Calificare în Play-off |
| 4.  | Agricola Borcea          | 33   | 18 | 10 | 3 | 5  | 29 | 30 | −1  | Calificare în Play-off |
| 5.  | Gloria Albești⁠(d)        | 28   | 18 | 9  | 1 | 8  | 19 | 26 | −7  | Calificare în Play-out |
| 6.  | Voluntari II             | 23   | 18 | 7  | 2 | 9  | 35 | 24 | +11 | Calificare în Play-out |
| 7.  | Înainte Modelu⁠(d)        | 21   | 18 | 6  | 3 | 9  | 26 | 30 | −4  | Calificare în Play-out |
| 8.  | Recolta Gheorghe Doja⁠(d) | 20   | 18 | 6  | 2 | 10 | 23 | 42 | −19 | Calificare în Play-out |
| 9.  | CSM Fetești              | 14   | 18 | 4  | 2 | 12 | 14 | 40 | −26 | Calificare în Play-out |
| 10. | CSM Oltenița⁠(d)          | 4    | 18 | 1  | 1 | 16 | 12 | 70 | −58 | Calificare în Play-out |

### Seria 4
| Loc | Echipă                | Pct. | MJ | V  | E | Î  | GM | GP | DG  | Calificare             |
| --- | --------------------- | ---- | -- | -- | - | -- | -- | -- | --- | ---------------------- |
| 1.  | Progresul Spartac     | 50   | 18 | 16 | 2 | 0  | 48 | 6  | +42 | Calificare în Play-off |
| 2.  | CS Tunari             | 39   | 18 | 12 | 3 | 3  | 36 | 16 | +20 | Calificare în Play-off |
| 3.  | Rapid II              | 31   | 18 | 9  | 4 | 5  | 30 | 23 | +7  | Calificare în Play-off |
| 4.  | Unirea Bascov         | 26   | 18 | 7  | 5 | 6  | 21 | 22 | −1  | Calificare în Play-off |
| 5.  | FCSB II               | 24   | 18 | 6  | 6 | 6  | 32 | 27 | +5  | Calificare în Play-out |
| 6.  | Moreni                | 23   | 18 | 6  | 5 | 7  | 23 | 34 | −11 | Calificare în Play-out |
| 7.  | Dinamo II             | 18   | 18 | 5  | 3 | 10 | 26 | 36 | −10 | Calificare în Play-out |
| 8.  | Real Bradu⁠(d)         | 18   | 18 | 5  | 3 | 10 | 19 | 33 | −14 | Calificare în Play-out |
| 9.  | Academica II Clinceni | 14   | 18 | 3  | 5 | 10 | 17 | 30 | −13 | Calificare în Play-out |
| 10. | FC Argeș II           | 7    | 18 | 1  | 4 | 13 | 12 | 37 | −25 | Calificare în Play-out |

### Seria 5
| Loc | Echipă               | Pct. | MJ | V  | E | Î  | GM | GP | DG  | Calificare             |
| --- | -------------------- | ---- | -- | -- | - | -- | -- | -- | --- | ---------------------- |
| 1.  | Odorheiu Secuiesc    | 41   | 18 | 13 | 2 | 3  | 39 | 14 | +25 | Calificare în Play-off |
| 2.  | Pucioasa⁠(d)          | 37   | 18 | 10 | 7 | 1  | 48 | 19 | +29 | Calificare în Play-off |
| 3.  | Cetatea Râșnov⁠(d)    | 29   | 18 | 8  | 5 | 5  | 26 | 21 | +5  | Calificare în Play-off |
| 4.  | Sepsi II             | 29   | 18 | 9  | 2 | 7  | 25 | 27 | −2  | Calificare în Play-off |
| 5.  | CS Blejoi            | 25   | 18 | 7  | 4 | 7  | 31 | 23 | +8  | Calificare în Play-out |
| 6.  | Târgu Secuiesc       | 22   | 18 | 5  | 7 | 6  | 18 | 20 | −2  | Calificare în Play-out |
| 7.  | Hermannstadt II      | 22   | 18 | 6  | 4 | 8  | 24 | 38 | −14 | Calificare în Play-out |
| 8.  | CSO Plopeni          | 17   | 18 | 4  | 5 | 9  | 24 | 35 | −11 | Calificare în Play-out |
| 9.  | SR Brașov            | 13   | 18 | 3  | 4 | 11 | 21 | 38 | −17 | Calificare în Play-out |
| 10. | Kids Tâmpa Brașov⁠(d) | 13   | 18 | 3  | 4 | 11 | 15 | 36 | −21 | Calificare în Play-out |

### Seria 6
| Loc | Echipă              | Pct. | MJ | V  | E | Î  | GM | GP | DG  | Calificare             |
| --- | ------------------- | ---- | -- | -- | - | -- | -- | -- | --- | ---------------------- |
| 1.  | Slatina             | 41   | 18 | 12 | 5 | 1  | 40 | 9  | +31 | Calificare în Play-off |
| 2.  | Viitorul Dăești     | 39   | 18 | 12 | 3 | 3  | 30 | 14 | +16 | Calificare în Play-off |
| 3.  | CSM Alexandria      | 33   | 18 | 10 | 3 | 5  | 27 | 17 | +10 | Calificare în Play-off |
| 4.  | Vedița Colonești⁠(d) | 28   | 18 | 8  | 4 | 6  | 23 | 23 | 0   | Calificare în Play-off |
| 5.  | Sporting Roșiori    | 25   | 18 | 6  | 7 | 5  | 27 | 25 | +2  | Calificare în Play-out |
| 6.  | CSO Filiași⁠(d)      | 25   | 18 | 7  | 4 | 7  | 27 | 27 | 0   | Calificare în Play-out |
| 7.  | Petrolul Potcoava   | 21   | 18 | 6  | 3 | 9  | 22 | 28 | −6  | Calificare în Play-out |
| 8.  | CS U Craiova II⁠(d)  | 16   | 18 | 4  | 4 | 10 | 23 | 23 | 0   | Calificare în Play-out |
| 9.  | Horezu⁠(d)           | 16   | 18 | 4  | 4 | 10 | 16 | 33 | −17 | Calificare în Play-out |
| 10. | Minerul Costeşti⁠(d) | 6    | 18 | 1  | 3 | 14 | 13 | 49 | −36 | Calificare în Play-out |

### Seria 7
| Loc | Echipă                 | Pct. | MJ | V  | E | Î  | GM | GP | DG  | Calificare             |
| --- | ---------------------- | ---- | -- | -- | - | -- | -- | -- | --- | ---------------------- |
| 1.  | Reșița                 | 50   | 18 | 16 | 2 | 0  | 61 | 8  | +53 | Calificare în Play-off |
| 2.  | CSM Deva               | 40   | 18 | 13 | 1 | 4  | 37 | 15 | +22 | Calificare în Play-off |
| 3.  | Voința Lupac⁠(d)        | 32   | 18 | 9  | 5 | 4  | 35 | 24 | +11 | Calificare în Play-off |
| 4.  | Pandurii               | 30   | 18 | 7  | 9 | 2  | 31 | 14 | +17 | Calificare în Play-off |
| 5.  | Viitorul Șimian        | 24   | 18 | 6  | 6 | 6  | 32 | 33 | −1  | Calificare în Play-out |
| 6.  | Jiul Petroșani         | 23   | 18 | 6  | 5 | 7  | 19 | 19 | 0   | Calificare în Play-out |
| 7.  | Progresul Ezeriș       | 16   | 18 | 4  | 4 | 10 | 15 | 45 | −30 | Calificare în Play-out |
| 8.  | Gilortul Cărbunești⁠(d) | 15   | 18 | 4  | 3 | 11 | 22 | 41 | −19 | Calificare în Play-out |
| 9.  | Viitorul II Pandurii   | 13   | 18 | 3  | 4 | 11 | 13 | 41 | −28 | Calificare în Play-out |
| 10. | Aurul Brad             | 6    | 18 | 1  | 3 | 14 | 13 | 38 | −25 | Calificare în Play-out |

### Seria 8
| Loc | Echipă                  | Pct. | MJ | V  | E | Î  | GM | GP | DG  | Calificare             |
| --- | ----------------------- | ---- | -- | -- | - | -- | -- | -- | --- | ---------------------- |
| 1.  | Ghiroda/Giarmata Vii    | 38   | 16 | 12 | 2 | 2  | 36 | 12 | +24 | Calificare în Play-off |
| 2.  | Dumbrăvița              | 31   | 16 | 9  | 4 | 3  | 34 | 14 | +20 | Calificare în Play-off |
| 3.  | Crișul Chișineu Criș⁠(d) | 29   | 16 | 9  | 2 | 5  | 22 | 12 | +10 | Calificare în Play-off |
| 4.  | Șoimii Lipova           | 27   | 16 | 7  | 6 | 3  | 25 | 18 | +7  | Calificare în Play-off |
| 5.  | Progresul Pecica        | 19   | 16 | 4  | 7 | 5  | 17 | 22 | −5  | Calificare în Play-out |
| 6.  | Gloria LT Cermei⁠(d)     | 19   | 16 | 5  | 4 | 7  | 18 | 26 | −8  | Calificare în Play-out |
| 7.  | Stár Bišnov⁠(d)          | 16   | 16 | 4  | 4 | 8  | 14 | 22 | −8  | Calificare în Play-out |
| 8.  | Frontiera Curtici⁠(d)    | 14   | 16 | 3  | 5 | 8  | 15 | 28 | −13 | Calificare în Play-out |
| 9.  | Avântul Periam          | 5    | 16 | 1  | 2 | 13 | 12 | 39 | −27 | Calificare în Play-out |
| 10. | ACS Poli                | 0    | 0  | 0  | 0 | 0  | 0  | 0  | 0   | Exclusă                |

1. ↑  ACS Poli Timișoara a fost exclusă din campionat datorită neprezentării la meciurile împotriva Pobeda Stár Bišnov și Frontiera Curtici. Toate meciurile care implică pe ACS Poli Timișoara au fost anulate.[5]

### Seria 9
| Loc | Echipă                 | Pct. | MJ | V  | E | Î  | GM | GP | DG  | Calificare             |
| --- | ---------------------- | ---- | -- | -- | - | -- | -- | -- | --- | ---------------------- |
| 1.  | Corvinul               | 52   | 18 | 17 | 1 | 0  | 61 | 15 | +46 | Calificare în Play-off |
| 2.  | Metalurgistul Cugir    | 37   | 18 | 11 | 4 | 3  | 41 | 24 | +17 | Calificare în Play-off |
| 3.  | Unirea Ungheni         | 32   | 18 | 10 | 2 | 6  | 38 | 23 | +15 | Calificare în Play-off |
| 4.  | Viitorul Cluj⁠(d)       | 30   | 18 | 9  | 3 | 6  | 24 | 26 | −2  | Calificare în Play-off |
| 5.  | Gloria Bistrița Năsăud | 24   | 18 | 7  | 3 | 8  | 29 | 36 | −7  | Calificare în Play-out |
| 6.  | CS Ocna Mureș          | 20   | 18 | 5  | 5 | 8  | 24 | 35 | −11 | Calificare în Play-out |
| 7.  | Sănătatea Cluj         | 18   | 16 | 5  | 3 | 8  | 27 | 45 | −18 | Calificare în Play-out |
| 8.  | Arieșul Turda          | 15   | 18 | 4  | 3 | 11 | 23 | 30 | −7  | Calificare în Play-out |
| 9.  | Avântul Reghin         | 15   | 18 | 3  | 6 | 9  | 17 | 28 | −11 | Calificare în Play-out |
| 10. | Unirea Alba Iulia      | 11   | 18 | 3  | 2 | 13 | 11 | 33 | −22 | Calificare în Play-out |

### Seria 10
| Loc | Echipă            | Pct. | MJ | V  | E | Î  | GM | GP | DG  | Calificare             |
| --- | ----------------- | ---- | -- | -- | - | -- | -- | -- | --- | ---------------------- |
| 1.  | Minaur Baia Mare  | 42   | 18 | 13 | 3 | 2  | 57 | 20 | +37 | Calificare în Play-off |
| 2.  | CA Oradea         | 39   | 18 | 12 | 3 | 3  | 43 | 21 | +22 | Calificare în Play-off |
| 3.  | Someșul Dej⁠(d)    | 35   | 18 | 11 | 2 | 5  | 41 | 20 | +21 | Calificare în Play-off |
| 4.  | Băile Felix⁠(d)    | 29   | 18 | 8  | 5 | 5  | 38 | 23 | +15 | Calificare în Play-off |
| 5.  | SCM Zalău⁠(d)      | 28   | 18 | 9  | 1 | 8  | 44 | 35 | +9  | Calificare în Play-out |
| 6.  | Șimleu Silvaniei  | 23   | 18 | 6  | 5 | 7  | 21 | 31 | −10 | Calificare în Play-out |
| 7.  | CFR II Cluj       | 21   | 18 | 6  | 3 | 9  | 22 | 26 | −4  | Calificare în Play-out |
| 8.  | CSM Satu Mare     | 18   | 18 | 4  | 6 | 8  | 24 | 33 | −9  | Calificare în Play-out |
| 9.  | Șomcuța Mare      | 17   | 18 | 4  | 5 | 9  | 26 | 40 | −14 | Calificare în Play-out |
| 10. | Luceafărul Oradea | −3   | 18 | 0  | 1 | 17 | 6  | 73 | −67 | Calificare în Play-out |

1. ↑  CS Luceafărul Oradea a fost sancționată cu 4 puncte conform deciziei Comisiei de Disciplină și Etică din 23.02.2022.

## Play-off
| Loc | Echipă             | Pct. | MJ | V | E | Î | GM | GP | DG  | Calificare                        |
| --- | ------------------ | ---- | -- | - | - | - | -- | -- | --- | --------------------------------- |
| 1.  | Dante Botoşani (C) | 57   | 9  | 5 | 2 | 2 | 13 | 5  | +8  | Baraj de promovare în Liga a II-a |
| 2.  | Foresta Suceava    | 53   | 9  | 5 | 3 | 1 | 18 | 5  | +13 | Baraj de promovare în Liga a II-a |
| 3.  | Hușana Huși⁠(d)     | 38   | 9  | 2 | 4 | 3 | 7  | 13 | −6  |                                   |
| 4.  | Bucovina Rădăuți   | 31   | 9  | 0 | 3 | 6 | 5  | 20 | −15 |                                   |

| Loc | Echipă            | Pct. | MJ | V | E | Î | GM | GP | DG  | Calificare                        |
| --- | ----------------- | ---- | -- | - | - | - | -- | -- | --- | --------------------------------- |
| 1.  | Oțelul Galați (C) | 70   | 9  | 8 | 0 | 1 | 20 | 4  | +16 | Baraj de promovare în Liga a II-a |
| 2.  | Focșani           | 61   | 9  | 5 | 2 | 2 | 10 | 8  | +2  | Baraj de promovare în Liga a II-a |
| 3.  | Aerostar          | 39   | 9  | 2 | 2 | 5 | 11 | 13 | −2  |                                   |
| 4.  | Metalul Buzău     | 36   | 9  | 1 | 0 | 8 | 8  | 24 | −16 |                                   |

| Loc | Echipă                | Pct. | MJ | V | E | Î | GM | GP | DG  | Calificare                        |
| --- | --------------------- | ---- | -- | - | - | - | -- | -- | --- | --------------------------------- |
| 1.  | Afumați (C)           | 69   | 9  | 8 | 0 | 1 | 40 | 9  | +31 | Baraj de promovare în Liga a II-a |
| 2.  | Popești-Leordeni      | 51   | 9  | 4 | 1 | 4 | 23 | 19 | +4  | Baraj de promovare în Liga a II-a |
| 3.  | Farul II Constanța⁠(d) | 47   | 9  | 4 | 2 | 3 | 13 | 9  | +4  |                                   |
| 4.  | Agricola Borcea       | 34   | 9  | 0 | 1 | 8 | 3  | 42 | −39 |                                   |

| Loc | Echipă                | Pct. | MJ | V | E | Î | GM | GP | DG  | Calificare                        |
| --- | --------------------- | ---- | -- | - | - | - | -- | -- | --- | --------------------------------- |
| 1.  | Progresul Spartac (C) | 63   | 9  | 3 | 4 | 2 | 16 | 11 | +5  | Baraj de promovare în Liga a II-a |
| 2.  | CS Tunari             | 57   | 9  | 5 | 3 | 1 | 21 | 15 | +6  | Baraj de promovare în Liga a II-a |
| 3.  | Rapid II              | 41   | 9  | 3 | 1 | 5 | 18 | 19 | −1  |                                   |
| 4.  | Unirea Bascov         | 34   | 9  | 2 | 2 | 5 | 14 | 24 | −10 |                                   |

| Loc | Echipă                | Pct. | MJ | V | E | Î | GM | GP | DG  | Calificare                        |
| --- | --------------------- | ---- | -- | - | - | - | -- | -- | --- | --------------------------------- |
| 1.  | Odorheiu Secuiesc (C) | 62   | 9  | 7 | 0 | 2 | 24 | 9  | +15 | Baraj de promovare în Liga a II-a |
| 2.  | Pucioasa⁠(d)           | 53   | 9  | 5 | 1 | 3 | 13 | 16 | −3  | Baraj de promovare în Liga a II-a |
| 3.  | Cetatea Râșnov⁠(d)     | 38   | 9  | 2 | 3 | 4 | 7  | 12 | −5  |                                   |
| 4.  | Sepsi II              | 34   | 9  | 1 | 2 | 6 | 9  | 16 | −7  |                                   |

| Loc | Echipă              | Pct. | MJ | V | E | Î | GM | GP | DG  | Calificare                        |
| --- | ------------------- | ---- | -- | - | - | - | -- | -- | --- | --------------------------------- |
| 1.  | Slatina (C)         | 58   | 9  | 5 | 2 | 2 | 12 | 8  | +4  | Baraj de promovare în Liga a II-a |
| 2.  | Viitorul Dăești     | 52   | 9  | 4 | 1 | 4 | 10 | 12 | −2  | Baraj de promovare în Liga a II-a |
| 3.  | CSM Alexandria      | 52   | 9  | 6 | 1 | 2 | 17 | 7  | +10 |                                   |
| 4.  | Vedița Colonești⁠(d) | 31   | 9  | 1 | 0 | 8 | 4  | 16 | −12 |                                   |

| Loc | Echipă          | Pct. | MJ | V | E | Î | GM | GP | DG  | Calificare                        |
| --- | --------------- | ---- | -- | - | - | - | -- | -- | --- | --------------------------------- |
| 1.  | Reșița (C)      | 73   | 9  | 7 | 2 | 0 | 26 | 4  | +22 | Baraj de promovare în Liga a II-a |
| 2.  | CSM Deva        | 53   | 9  | 4 | 1 | 4 | 9  | 11 | −2  | Baraj de promovare în Liga a II-a |
| 3.  | Voința Lupac⁠(d) | 41   | 9  | 3 | 0 | 6 | 6  | 19 | −13 |                                   |
| 4.  | Pandurii        | 37   | 9  | 2 | 1 | 6 | 10 | 17 | −7  |                                   |

| Loc | Echipă                  | Pct. | MJ | V | E | Î | GM | GP | DG | Calificare                        |
| --- | ----------------------- | ---- | -- | - | - | - | -- | -- | -- | --------------------------------- |
| 1.  | Dumbrăvița (C)          | 47   | 9  | 4 | 4 | 1 | 11 | 6  | +5 | Baraj de promovare în Liga a II-a |
| 2.  | Ghiroda/Giarmata Vii    | 46   | 9  | 1 | 5 | 3 | 8  | 11 | −3 | Baraj de promovare în Liga a II-a |
| 3.  | Șoimii Lipova           | 40   | 9  | 3 | 4 | 2 | 11 | 9  | +2 |                                   |
| 4.  | Crișul Chișineu Criș⁠(d) | 37   | 9  | 1 | 5 | 3 | 5  | 9  | −4 |                                   |

| Loc | Echipă              | Pct. | MJ | V | E | Î | GM | GP | DG  | Calificare                        |
| --- | ------------------- | ---- | -- | - | - | - | -- | -- | --- | --------------------------------- |
| 1.  | Corvinul (C)        | 73   | 9  | 6 | 3 | 0 | 26 | 10 | +16 | Baraj de promovare în Liga a II-a |
| 2.  | Metalurgistul Cugir | 51   | 9  | 4 | 2 | 3 | 18 | 13 | +5  | Baraj de promovare în Liga a II-a |
| 3.  | Unirea Ungheni      | 42   | 9  | 2 | 4 | 3 | 15 | 18 | −3  |                                   |
| 4.  | Viitorul Cluj⁠(d)    | 34   | 9  | 1 | 1 | 7 | 7  | 25 | −18 |                                   |

| Loc | Echipă               | Pct. | MJ | V | E | Î | GM | GP | DG | Calificare                        |
| --- | -------------------- | ---- | -- | - | - | - | -- | -- | -- | --------------------------------- |
| 1.  | Minaur Baia Mare (C) | 58   | 9  | 5 | 1 | 3 | 15 | 8  | +7 | Baraj de promovare în Liga a II-a |
| 2.  | CA Oradea            | 54   | 9  | 5 | 0 | 4 | 9  | 7  | +2 | Baraj de promovare în Liga a II-a |
| 3.  | Băile Felix⁠(d)       | 45   | 9  | 5 | 1 | 3 | 9  | 11 | −2 |                                   |
| 4.  | Someșul Dej⁠(d)       | 40   | 9  | 1 | 2 | 6 | 4  | 11 | −7 |                                   |

## Play-out
| Loc | Echipă             | Pct. | MJ | V | E | Î | GM | GP | DG  | Retrogradare                         |
| --- | ------------------ | ---- | -- | - | - | - | -- | -- | --- | ------------------------------------ |
| 1.  | Ceahlăul           | 51   | 10 | 7 | 3 | 0 | 17 | 3  | +14 |                                      |
| 2.  | Șomuz Fălticeni    | 41   | 10 | 4 | 5 | 1 | 15 | 8  | +7  |                                      |
| 3.  | Sporting Vaslui⁠(d) | 37   | 10 | 3 | 4 | 3 | 11 | 10 | +1  |                                      |
| 4.  | Miroslava          | 31   | 10 | 3 | 2 | 5 | 10 | 14 | −4  | Posibilă retrogradare în Liga a IV-a |
| 5.  | CSM Bacău (R)      | 28   | 10 | 2 | 5 | 3 | 5  | 9  | −4  | Retrogradare în Liga a IV-a          |
| 6.  | Pașcani (R)        | 8    | 10 | 1 | 1 | 8 | 4  | 18 | −14 | Retrogradare în Liga a IV-a          |

| Loc | Echipă                  | Pct. | MJ | V | E | Î | GM | GP | DG  | Retrogradare                         |
| --- | ----------------------- | ---- | -- | - | - | - | -- | -- | --- | ------------------------------------ |
| 1.  | Sporting Liești         | 51   | 10 | 7 | 2 | 1 | 28 | 9  | +19 |                                      |
| 2.  | Viitorul Ianca          | 45   | 10 | 5 | 2 | 3 | 20 | 19 | +1  |                                      |
| 3.  | Râmnicu Sărat           | 37   | 10 | 3 | 1 | 6 | 14 | 14 | 0   |                                      |
| 4.  | Dinamo Bacău            | 36   | 10 | 7 | 1 | 2 | 25 | 13 | +12 | Posibilă retrogradare în Liga a IV-a |
| 5.  | CS Făurei (R)           | 14   | 10 | 2 | 0 | 8 | 7  | 27 | −20 | Retrogradare în Liga a IV-a          |
| 6.  | Sportul Chiscani⁠(d) (R) | 9    | 10 | 3 | 0 | 7 | 14 | 26 | −12 | Retrogradare în Liga a IV-a          |

| Loc | Echipă                   | Pct. | MJ | V | E | Î | GM | GP | DG  | Retrogradare                         |
| --- | ------------------------ | ---- | -- | - | - | - | -- | -- | --- | ------------------------------------ |
| 1.  | Gloria Albești⁠(d)        | 47   | 10 | 6 | 1 | 3 | 26 | 16 | +10 |                                      |
| 2.  | Voluntari II             | 42   | 10 | 6 | 1 | 3 | 26 | 13 | +13 |                                      |
| 3.  | Recolta Gheorghe Doja⁠(d) | 40   | 10 | 6 | 2 | 2 | 23 | 11 | +12 |                                      |
| 4.  | Înainte Modelu⁠(d)        | 37   | 10 | 5 | 1 | 4 | 18 | 24 | −6  | Posibilă retrogradare în Liga a IV-a |
| 5.  | CSM Fetești (R)          | 22   | 10 | 1 | 5 | 4 | 8  | 16 | −8  | Retrogradare în Liga a IV-a          |
| 6.  | CSM Oltenița⁠(d) (R)      | 6    | 10 | 0 | 2 | 8 | 8  | 29 | −21 | Retrogradare în Liga a IV-a          |

| Loc | Echipă                | Pct. | MJ | V | E | Î | GM | GP | DG  | Retrogradare                         |
| --- | --------------------- | ---- | -- | - | - | - | -- | -- | --- | ------------------------------------ |
| 1.  | FCSB II               | 45   | 10 | 7 | 0 | 3 | 27 | 12 | +15 |                                      |
| 2.  | Moreni                | 44   | 10 | 7 | 0 | 3 | 21 | 12 | +9  |                                      |
| 3.  | Real Bradu⁠(d)         | 37   | 10 | 6 | 1 | 3 | 20 | 17 | +3  |                                      |
| 4.  | Academica II Clinceni | 30   | 10 | 5 | 1 | 4 | 12 | 12 | 0   | Posibilă retrogradare în Liga a IV-a |
| 5.  | Dinamo II (R)         | 22   | 10 | 1 | 1 | 8 | 13 | 34 | −21 | Retrogradare în Liga a IV-a          |
| 6.  | FC Argeș II (R)       | 14   | 10 | 2 | 1 | 7 | 14 | 20 | −6  | Retrogradare în Liga a IV-a          |

| Loc | Echipă                   | Pct. | MJ | V | E | Î | GM | GP | DG | Retrogradare                         |
| --- | ------------------------ | ---- | -- | - | - | - | -- | -- | -- | ------------------------------------ |
| 1.  | CS Blejoi                | 38   | 10 | 4 | 1 | 5 | 18 | 15 | +3 |                                      |
| 2.  | Târgu Secuiesc           | 38   | 10 | 5 | 1 | 4 | 12 | 11 | +1 |                                      |
| 3.  | CSO Plopeni              | 34   | 10 | 5 | 2 | 3 | 13 | 9  | +4 |                                      |
| 4.  | SR Brașov                | 32   | 10 | 6 | 1 | 3 | 13 | 10 | +3 | Posibilă retrogradare în Liga a IV-a |
| 5.  | Hermannstadt II (R)      | 30   | 10 | 2 | 2 | 6 | 8  | 17 | −9 | Retrogradare în Liga a IV-a          |
| 6.  | Kids Tâmpa Brașov⁠(d) (R) | 26   | 10 | 4 | 1 | 5 | 14 | 16 | −2 | Retrogradare în Liga a IV-a          |

| Loc | Echipă                  | Pct. | MJ | V | E | Î | GM | GP | DG  | Retrogradare                         |
| --- | ----------------------- | ---- | -- | - | - | - | -- | -- | --- | ------------------------------------ |
| 1.  | CSO Filiași⁠(d)          | 42   | 10 | 4 | 5 | 1 | 19 | 13 | +6  |                                      |
| 2.  | Sporting Roșiori        | 39   | 10 | 4 | 2 | 4 | 20 | 22 | −2  |                                      |
| 3.  | CS U Craiova II⁠(d)      | 35   | 10 | 6 | 1 | 3 | 26 | 15 | +11 |                                      |
| 4.  | Petrolul Potcoava       | 33   | 10 | 3 | 3 | 4 | 12 | 17 | −5  | Posibilă retrogradare în Liga a IV-a |
| 5.  | Horezu⁠(d) (R)           | 25   | 10 | 2 | 3 | 5 | 9  | 14 | −5  | Retrogradare în Liga a IV-a          |
| 6.  | Minerul Costeşti⁠(d) (R) | 17   | 10 | 3 | 2 | 5 | 16 | 21 | −5  | Retrogradare în Liga a IV-a          |

| Loc | Echipă                   | Pct. | MJ | V | E | Î | GM | GP | DG  | Retrogradare                         |
| --- | ------------------------ | ---- | -- | - | - | - | -- | -- | --- | ------------------------------------ |
| 1.  | Viitorul Șimian          | 47   | 10 | 7 | 2 | 1 | 25 | 7  | +18 |                                      |
| 2.  | Gilortul Cărbunești⁠(d)   | 31   | 10 | 5 | 1 | 4 | 12 | 13 | −1  |                                      |
| 3.  | Jiul Petroșani           | 30   | 10 | 2 | 1 | 7 | 10 | 20 | −10 |                                      |
| 4.  | Aurul Brad (R)           | 28   | 10 | 7 | 1 | 2 | 16 | 8  | +8  | Posibilă retrogradare în Liga a IV-a |
| 5.  | Progresul Ezeriș (R)     | 26   | 10 | 3 | 1 | 6 | 12 | 15 | −3  | Retrogradare în Liga a IV-a          |
| 6.  | Viitorul II Pandurii (R) | 21   | 10 | 2 | 2 | 6 | 6  | 18 | −12 | Retrogradare în Liga a IV-a          |

| Loc | Echipă                   | Pct. | MJ | V | E | Î | GM | GP | DG | Retrogradare                         |
| --- | ------------------------ | ---- | -- | - | - | - | -- | -- | -- | ------------------------------------ |
| 1.  | Gloria LT Cermei⁠(d)      | 28   | 8  | 2 | 3 | 3 | 14 | 13 | +1 |                                      |
| 2.  | Progresul Pecica         | 27   | 8  | 2 | 2 | 4 | 14 | 22 | −8 |                                      |
| 3.  | Stár Bišnov⁠(d)           | 25   | 8  | 2 | 3 | 3 | 10 | 10 | 0  |                                      |
| 4.  | Avântul Periam           | 24   | 8  | 6 | 1 | 1 | 18 | 11 | +7 | Posibilă retrogradare în Liga a IV-a |
| 5.  | Frontiera Curtici⁠(d) (R) | 22   | 8  | 1 | 5 | 2 | 16 | 16 | 0  | Retrogradare în Liga a IV-a          |

| Loc | Echipă                 | Pct. | MJ | V | E | Î | GM | GP | DG  | Retrogradare                         |
| --- | ---------------------- | ---- | -- | - | - | - | -- | -- | --- | ------------------------------------ |
| 1.  | Gloria Bistrița Năsăud | 43   | 10 | 6 | 1 | 3 | 33 | 19 | +14 |                                      |
| 2.  | Sănătatea Cluj         | 34   | 10 | 5 | 1 | 4 | 31 | 26 | +5  |                                      |
| 3.  | Avântul Reghin         | 30   | 10 | 4 | 3 | 3 | 18 | 15 | +3  |                                      |
| 4.  | CS Ocna Mureș          | 30   | 10 | 3 | 1 | 6 | 14 | 26 | −12 | Posibilă retrogradare în Liga a IV-a |
| 5.  | Unirea Alba Iulia (R)  | 27   | 10 | 4 | 4 | 2 | 20 | 22 | −2  | Retrogradare în Liga a IV-a          |
| 6.  | Arieșul Turda (R)      | 24   | 10 | 3 | 0 | 7 | 28 | 36 | −8  | Retrogradare în Liga a IV-a          |

| Loc | Echipă                | Pct. | MJ | V | E | Î | GM | GP | DG  | Retrogradare                         |
| --- | --------------------- | ---- | -- | - | - | - | -- | -- | --- | ------------------------------------ |
| 1.  | SCM Zalău⁠(d)          | 47   | 10 | 6 | 1 | 3 | 38 | 15 | +23 |                                      |
| 2.  | CSM Satu Mare         | 40   | 10 | 7 | 1 | 2 | 32 | 14 | +18 |                                      |
| 3.  | CFR II Cluj           | 40   | 10 | 5 | 4 | 1 | 27 | 15 | +12 |                                      |
| 4.  | Șimleu Silvaniei      | 40   | 10 | 5 | 2 | 3 | 21 | 19 | +2  | Posibilă retrogradare în Liga a IV-a |
| 5.  | Șomcuța Mare (R)      | 23   | 10 | 2 | 0 | 8 | 14 | 22 | −8  | Retrogradare în Liga a IV-a          |
| 6.  | Luceafărul Oradea (R) | −9   | 10 | 0 | 2 | 8 | 7  | 54 | −47 | Retrogradare în Liga a IV-a          |

## Barajele de promovare în Liga a II-a
Pentru promovarea în Liga a II-a 2022-2023, echipele de pe primele două locuri din fiecare serie au trebuit să dispute două baraje, ambele în dublă-manșă (tur-retur). Meciurile tur din primul baraj au avut loc pe 25 mai 2022, iar returul pe 28 mai. Turul din cel de-al doilea baraj a avut loc pe 4 iunie, iar returul pe 8 iunie.
|  | Semifinale            | Semifinale        | Semifinale |   |                   | Finala | Finala | Finala |  |  |  |  |  |  |  |  |  |  |
|  |                       |                   |            |   |                   |        |        |        |  |  |  |  |  |  |  |  |  |  |
|  | Focșani               | 0                 | 1          |   |                   |        |        |        |  |  |  |  |  |  |  |  |  |  |
|  | Dante Botoşani (d.p.) | 0                 | 2          |   |                   |        |        |        |  |  |  |  |  |  |  |  |  |  |
|  | Dante Botoşani (d.p.) | 0                 | 2          |   | Dante Botoşani    | 1      | 0      |        |  |  |  |  |  |  |  |  |  |  |
|  |                       |                   |            |   | Dante Botoşani    | 1      | 0      |        |  |  |  |  |  |  |  |  |  |  |
|  |                       | Oțelul Galați     | 1          | 3 |                   |        |        |        |  |  |  |  |  |  |  |  |  |  |
|  | Foresta Suceava       | Oțelul Galați     | 1          | 3 | 0                 | 0      |        |        |  |  |  |  |  |  |  |  |  |  |
|  | Foresta Suceava       |                   |            |   | 0                 | 0      |        |        |  |  |  |  |  |  |  |  |  |  |
|  | Oțelul Galați         | 1                 | 2          |   |                   |        |        |        |  |  |  |  |  |  |  |  |  |  |
|  | Oțelul Galați         | 1                 | 2          |   |                   |        |        |        |  |  |  |  |  |  |  |  |  |  |
|  |                       |                   |            |   |                   |        |        |        |  |  |  |  |  |  |  |  |  |  |
|  | CS Tunari             | 3                 | 2          |   |                   |        |        |        |  |  |  |  |  |  |  |  |  |  |
|  | Afumați               | 2                 | 0          |   |                   |        |        |        |  |  |  |  |  |  |  |  |  |  |
|  | Afumați               | 2                 | 0          |   | CS Tunari         | 0      | 1      |        |  |  |  |  |  |  |  |  |  |  |
|  |                       |                   |            |   | CS Tunari         | 0      | 1      |        |  |  |  |  |  |  |  |  |  |  |
|  |                       | Progresul Spartac | 4          | 3 |                   |        |        |        |  |  |  |  |  |  |  |  |  |  |
|  | Popești-Leordeni      | Progresul Spartac | 4          | 3 | 0                 | 1      |        |        |  |  |  |  |  |  |  |  |  |  |
|  | Popești-Leordeni      |                   |            |   | 0                 | 1      |        |        |  |  |  |  |  |  |  |  |  |  |
|  | Progresul Spartac     | 1                 | 1          |   |                   |        |        |        |  |  |  |  |  |  |  |  |  |  |
|  | Progresul Spartac     | 1                 | 1          |   |                   |        |        |        |  |  |  |  |  |  |  |  |  |  |
|  |                       |                   |            |   |                   |        |        |        |  |  |  |  |  |  |  |  |  |  |
|  | Pucioasa⁠(d)           | 0                 | 0          |   |                   |        |        |        |  |  |  |  |  |  |  |  |  |  |
|  | Slatina               | 2                 | 2          |   |                   |        |        |        |  |  |  |  |  |  |  |  |  |  |
|  | Slatina               | 2                 | 2          |   | Slatina (l.d.)    | 0      | 1      |        |  |  |  |  |  |  |  |  |  |  |
|  |                       |                   |            |   | Slatina (l.d.)    | 0      | 1      |        |  |  |  |  |  |  |  |  |  |  |
|  |                       | Odorheiu Secuiesc | 0          | 1 |                   |        |        |        |  |  |  |  |  |  |  |  |  |  |
|  | Viitorul Dăești       | Odorheiu Secuiesc | 0          | 1 | 0                 | 0      |        |        |  |  |  |  |  |  |  |  |  |  |
|  | Viitorul Dăești       |                   |            |   | 0                 | 0      |        |        |  |  |  |  |  |  |  |  |  |  |
|  | Odorheiu Secuiesc     | 1                 | 1          |   |                   |        |        |        |  |  |  |  |  |  |  |  |  |  |
|  | Odorheiu Secuiesc     | 1                 | 1          |   |                   |        |        |        |  |  |  |  |  |  |  |  |  |  |
|  |                       |                   |            |   |                   |        |        |        |  |  |  |  |  |  |  |  |  |  |
|  | CSM Deva              | 1                 | 3          |   |                   |        |        |        |  |  |  |  |  |  |  |  |  |  |
|  | Dumbrăvița            | 5                 | 1          |   |                   |        |        |        |  |  |  |  |  |  |  |  |  |  |
|  | Dumbrăvița            | 5                 | 1          |   | Dumbrăvița (l.d.) | 0      | 1      |        |  |  |  |  |  |  |  |  |  |  |
|  |                       |                   |            |   | Dumbrăvița (l.d.) | 0      | 1      |        |  |  |  |  |  |  |  |  |  |  |
|  |                       | Reșița            | 0          | 1 |                   |        |        |        |  |  |  |  |  |  |  |  |  |  |
|  | Ghiroda/Giarmata Vii  | Reșița            | 0          | 1 | 0                 | 1      |        |        |  |  |  |  |  |  |  |  |  |  |
|  | Ghiroda/Giarmata Vii  |                   |            |   | 0                 | 1      |        |        |  |  |  |  |  |  |  |  |  |  |
|  | Reșița                | 1                 | 1          |   |                   |        |        |        |  |  |  |  |  |  |  |  |  |  |
|  | Reșița                | 1                 | 1          |   |                   |        |        |        |  |  |  |  |  |  |  |  |  |  |
|  |                       |                   |            |   |                   |        |        |        |  |  |  |  |  |  |  |  |  |  |
|  | CA Oradea             | 2                 | 0          |   |                   |        |        |        |  |  |  |  |  |  |  |  |  |  |
|  | Corvinul              | 4                 | 0          |   |                   |        |        |        |  |  |  |  |  |  |  |  |  |  |
|  | Corvinul              | 4                 | 0          |   | Corvinul          | 2      | 1      |        |  |  |  |  |  |  |  |  |  |  |
|  |                       |                   |            |   | Corvinul          | 2      | 1      |        |  |  |  |  |  |  |  |  |  |  |
|  |                       | Minaur Baia Mare  | 1          | 4 |                   |        |        |        |  |  |  |  |  |  |  |  |  |  |
|  | Metalurgistul Cugir   | Minaur Baia Mare  | 1          | 4 | 0                 | 2      |        |        |  |  |  |  |  |  |  |  |  |  |
|  | Metalurgistul Cugir   |                   |            |   | 0                 | 2      |        |        |  |  |  |  |  |  |  |  |  |  |
|  | Minaur Baia Mare      | 4                 | 3          |   |                   |        |        |        |  |  |  |  |  |  |  |  |  |  |

Sursa: FRF